# Peribatodes druentiaria
Peribatodes druentiaria är en fjärilsart som beskrevs av Clue 1928. Peribatodes druentiaria ingår i släktet Peribatodes och familjen mätare. Inga underarter finns listade i Catalogue of Life.